# Wiewiórka frędzloucha
Wiewiórka frędzloucha (Sciurus aberti) – gatunek gryzonia z rodziny wiewiórkowatych (Sciuridae). 
Zasiedla niektóre obszary południowo-zachodniej części Stanów Zjednoczonych oraz północno-zachodniego Meksyku. Preferuje lasy sosnowe, głównie zbiorowiska z dominacją sosny żółtej.